# Attila Nagy
Attila Nagy (* 26. Dezember 1966 in Miskolc) ist ein ungarischer Badmintonspieler. 

## Karriere
Attila Nagy war in Ungarn vier Mal bei den Juniorenmeisterschaften erfolgreich, bevor er sich 1986 erstmals bei den Erwachsenen durchsetzen konnte. Von 1988 bis 1997 erkämpfte er sich elf weitere Titel bei den Einzelmeisterschaften. 1991 siegte er bei den Cyprus International.

## Sportliche Erfolge
| Saison | Veranstaltung                              | Disziplin    | Platz | Name                            |
| ------ | ------------------------------------------ | ------------ | ----- | ------------------------------- |
| 1982   | Ungarn: Einzelmeisterschaften der Junioren | Mixed        | 1     | Attila Nagy / Andrea Gönczi     |
| 1983   | Ungarn: Einzelmeisterschaften der Junioren | Mixed        | 1     | Attila Nagy / Andrea Gönczi     |
| 1983   | Ungarn: Einzelmeisterschaften der Junioren | Herrendoppel | 1     | Attila Nagy / Attila Balajti    |
| 1984   | Ungarn: Einzelmeisterschaften der Junioren | Herrendoppel | 1     | Attila Nagy / Attila Balajti    |
| 1986   | Ungarn: Einzelmeisterschaften              | Mixed        | 1     | Attila Nagy / Márta Dovalovszki |
| 1988   | Ungarn: Einzelmeisterschaften              | Herrendoppel | 1     | Gábor Petrovits / Attila Nagy   |
| 1988   | Ungarn: Einzelmeisterschaften              | Mixed        | 1     | Attila Nagy / Márta Dovalovszki |
| 1989   | Ungarn: Einzelmeisterschaften              | Herrendoppel | 1     | Tamás Gebhard / Attila Nagy     |
| 1990   | Ungarn: Einzelmeisterschaften              | Mixed        | 1     | Attila Nagy / Csilla Fórián     |
| 1990   | Ungarn: Einzelmeisterschaften              | Herreneinzel | 1     | Attila Nagy                     |
| 1991   | Ungarn: Einzelmeisterschaften              | Herreneinzel | 1     | Attila Nagy                     |
| 1991   | Cyprus International                       | Mixed        | 1     | Attila Nagy / Csilla Fórián     |
| 1991   | Ungarn: Einzelmeisterschaften              | Herrendoppel | 1     | Tamás Gebhard / Attila Nagy     |
| 1992   | Ungarn: Einzelmeisterschaften              | Herrendoppel | 1     | Richárd Bánhidi / Attila Nagy   |
| 1993   | Ungarn: Einzelmeisterschaften              | Herrendoppel | 1     | Richárd Bánhidi / Attila Nagy   |
| 1996   | Ungarn: Einzelmeisterschaften              | Herrendoppel | 1     | Richárd Bánhidi / Attila Nagy   |
| 1997   | Ungarn: Einzelmeisterschaften              | Herrendoppel | 1     | Richárd Bánhidi / Attila Nagy   |